# Rifugio Fanes
Il rifugio Fanes (in tedesco Fanes-Hütte e in ladino Ütia de Fanes) è un rifugio situato nel Parco naturale Fanes - Sennes e Braies in Alto Adige, a 2.062 m s.l.m., nell'alpe di Fanes Piccolo, lungo la vecchia strada militare che collega il rifugio Pederü a Cortina d'Ampezzo. Il rifugio si trova nel territorio comunale di Marebbe.

## Storia
Subito dopo la fine della prima guerra mondiale, le prime automobili iniziarono a introdursi nell'alta val di Marebbe, facendo così aumentare i numeri del turismo. Solo nel 1928 si ebbe la costruzione del rifugio, grazie ai fratelli Fritz, Rudi e Alfred Mutschlechner, che con grandi sforzi riuscirono in questa difficile impresa. Il rifugio fu per i primi anni una dépendance dell'hotel Posta, appartenente alla stessa famiglia; in seguito il fratello Alfred decise di prendere da solo in mano il rifugio, ampliandolo dapprima nel 1938. Dopo la seconda guerra mondiale Alfred comprò una jeep dagli americani ed un triruote cingolato dall'esercito tedesco, riuscendo a semplificare i rifornimenti per il rifugio. In seguito dotò il rifugio di una centralina elettrica azionata dall'acqua del torrente.
Nel 1978, Alfred decide di cedere la gestione a suo figlio Max. Nel 1996 vi fu una nuova ristrutturazione del rifugio, con l'aggiunta di pannelli ad energia solare.

## Caratteristiche e informazioni
Il rifugio è aperto sia nella stagione estiva, dall'inizio di giugno a metà ottobre, che in quella invernale, da metà dicembre a metà aprile.
Accanto al rifugio Fanes, sorge il rifugio Lavarella, giusto 500 metri in direzione ovest.

## Accessi
Il rifugio Fanes è facilmente raggiungibile dal rifugio Pederü (1548 m), lungo il sentiero n. 7, o con mezzi autorizzati lungo una strada sterrata, parallela al sentiero. Eventualmente agli ospiti del rifugio è offerto il trasporto mediante jeep o gatto delle nevi per raggiungerlo.
Altre possibili vie d'accesso sono dalla Capanna Alpina (zona di San Cassiano), dalla zona del Lagazuoi - passo Falzarego o dalla località Fiammes nei pressi di Cortina.